# Cathy Meba Mvondo
Cathy Meba Mvondo, nascida Christiane Cathy Bisse Meba, é uma figura pública e politica camaronesa. Atua como conselheira regional para a Região Sul e como presidente da Juventude Emergente e Republicana dos Camarões (JERC). É sobrinha do presidente da República dos Camarões Paul Biya, sendo uma defensora ardorosa do governo de seu tio em Camarões.

## Biografia
Cathy Meba Mvondo é filha do irmão mais novo de Paul Biya. Foi criada pelos avós e era próxima de Jeanne-Irène Biya, que participou da sua educação.

### Carreira
Após sua formação, iniciou sua carreira na AES-SONEL. Candidatou-se, em seguida, a um cargo de promoção do turismo nos Camarões na França.
Tornou-se conselheira regional do sul na circunscrição de Meyomessala. 
É presidente fundadora da Juventude Emergente e Republicana dos Camarões (JERC), um movimento associativo da sociedade civil que desempenha um papel fundamental na promoção do envolvimento cívico e da participação dos jovens na vida económica e social do país. A organização desenvolve programas que visam reforçar as capacidades dos jovens, sensibilizando-os para as questões da cidadania e incentivando-os a participar ativamente na construção do seu futuro.
Também está envolvida em programas de empoderamento das mulheres, destinados a reforçar a sua capacidade de desempenhar um papel ativo na vida econômica e social. Ela iniciou oficinas de formação sobre empreendedorismo e gestão financeira, que permitiram a muitas mulheres criar os seus próprios negócios e melhorar a sua situação econômica. Igualmente apoia iniciativas de sensibilização para os direitos das mulheres e a luta contra a violência baseada no gênero.
Cathy Meba é também autora do livro "40 ans et si c'était Moïse?" e produtora e codiretora do documentário "Paul Biya, un grand homme d'État au destin prodigieux", projeto que produziu em colaboração com Solange Edimo. O livro e o documentário destacam a jornada, as realizações e as contribuições de Paul Biya como líder, proporcionando uma perspectiva sobre o seu legado político e impacto nos Camarões.
Foi nomeada pelo Comitê Internacional dos Jogos Mundiais da Paz, Presidente do Comitê Organizador Preparatório Nacional (CPNO) da 11.ª edição dos Jogos Mundiais da Paz nos Camarões. Como tal, baseia-se na sua experiência e na sua rede para mobilizar os jovens em torno dos valores da paz, unidade e solidariedade. O seu trabalho nesta organização sublinha a sua determinação em fazer deste evento uma plataforma de diálogo e intercâmbio entre culturas.